# فابيان فيراري
فابيان فيراري (بالإسبانية: Fabián Ferrari)‏ هو سباح أرجنتيني، ولد في 29 أكتوبر 1964.

## وصلات خارجية
- فابيان فيراري على موقع الاتحاد الدولي للسباحة (الإنجليزية)
- فابيان فيراري على موقع أوليمبيديا (الإنجليزية)